# Reichertsheim
Reichertsheim település Németországban, azon belül Bajorországban. Lakosainak száma 1695 fő (2023. december 31.). Reichertsheim Kirchdorf és Haag in Oberbayern községekkel határos.

## Népesség
A település népessége az elmúlt években az alábbi módon változott:
| Lakosok száma | 1576 | 1524 | 1631 | 1630 | 1650 | 1652 | 1616 | 1642 | 1695 | 1695 |
|               | 1970 | 1975 | 2011 | 2012 | 2014 | 2015 | 2017 | 2019 | 2022 | 2023 |